# Nahverkehr im Main-Kinzig-Kreis
Der Nahverkehr im Main-Kinzig-Kreis (ohne die Stadt Hanau) besteht aus zahlreichen Bahnstrecken und Buslinien. Der Main-Kinzig-Kreis ist Bestandteil des Rhein-Main-Verkehrsverbundes (RMV), die zuständige Lokale Nahverkehrsgesellschaft für das Kreisgebiet (ohne die Stadt Hanau) ist die Kreisverkehrsgesellschaft Main-Kinzig (KVG).

## Schienenverkehr
Die wichtigste Bahnstrecke im Main-Kinzig-Kreis ist die Bahnstrecke Frankfurt–Göttingen, die das Kreisgebiet als Durchmesserlinie durchquert. Weitere Bahnstrecken im Kreisgebiet sind die Bahnstrecke Friedberg–Hanau, die Main-Spessart-Bahn, die Bahnstrecke Frankfurt–Hanau, die Bahnstrecke Gießen–Gelnhausen und die Bahnstrecke Flieden–Gemünden. Als Eisenbahnknotenpunkt dient der in Hanau gelegene Hauptbahnhof.
Die im Kreisgebiet fahrenden Eisenbahnlinien sind im Einzelnen:
- RB 46: Gelnhausen – Gießen
- RB 49: Hanau – Friedberg – Gießen
- RE 50: Frankfurt – Hanau – Fulda
- RB 51: Frankfurt – Hanau – Wächtersbach
- RB 53: Schlüchtern – Gemünden – Würzburg
- RE 54/55: Frankfurt – Hanau – Würzburg
- RB 56: Hanau – Schöllkrippen
- RB 58: Frankfurt – Hanau – Aschaffenburg
- RE 59: Hanau – Frankfurt Flughafen

## Busverkehrslinien der KVG
Die KVG unterhält 50 Buslinien im Kreisgebiet, die als Bündel ausgeschrieben und von verschiedenen Betreibern betrieben werden. Die Liniennummern sind zweistellig und beginnen mit dem Präfix „MKK-“.

### Linienbündel 1: Maintal Stadt
Dieses Linienbündel enthält die Stadtbuslinien der Stadt Maintal. Das gesamte Linienbündel wird von der Stadtverkehr Maintal betrieben.
| Linie  | Verlauf                                                                   | Betreiber |
| ------ | ------------------------------------------------------------------------- | --------- |
| MKK-22 | Wachenbuchen – Hochstadt – Dörnigheim Waldsiedlung                        | SVM       |
| MKK-23 | Enkheim U-Bahn-Station – Bischofsheim – Dörnigheim – Hanau Freiheitsplatz | SVM       |
| MKK-24 | Niederdorfelden – Bischofsheim                                            | SVM       |
| MKK-25 | Enkheim U-Bahn-Station – Bischofsheim – Hochstadt – Wachenbuchen          | SVM       |
| MKK-27 | Ruftaxi Dörnigheim – Neuer Friedhof                                       | SVM       |

### Linienbündel 2: Nidderau Stadt
Dieses Linienbündel enthält die Stadtbuslinien der Stadt Nidderau. Das gesamte Linienbündel wird von der Stroh Bus-Verkehrs GmbH bedient.
| Linie    | Verlauf                                                         | Betreiber               |
| -------- | --------------------------------------------------------------- | ----------------------- |
| MKK-45.1 | Heldenbergen (Stadtbus)                                         | Stroh Bus-Verkehrs GmbH |
| MKK-45.2 | Eichen – Erbstadt – Kaichen – Heldenbergen – Ostheim (Stadtbus) | Stroh Bus-Verkehrs GmbH |
| MKK-45.3 | Ostheim – Windecken – Heldenbergen (Stadtbus)                   | Stroh Bus-Verkehrs GmbH |

### Linienbündel 3: Bruchköbel/Schöneck
Dieses Linienbündel enthält Buslinien, die die Städte Bruchköbel und Schöneck bedienen.
| Linie     | Verlauf | Betreiber                                              | Hinweis |
| --------- | --- | ------------------------------------------------------ | --- |
| MKK-30    | Wachenbuchen – Mittelbuchen – Bruchköbel – Langendiebach – Rückingen – Hanau Hauptbahnhof                                     | Racktours                                              | Eine Zusammenlegung mit den Schnellfahrten der Linie MKK-25, um eine durchgehende Anbindung an das Frankfurter U-Bahn-Netz in Enkheim zu erreichen, wird geprüft. |
| MKK-31/32 | Büdesheim – Oberdorfelden – Niederdorfelden – Oberdorfelden – Büdesheim – Kilianstädten – Mittelbuchen – Wachenbuchen – Hanau | Racktours                                              | wechselt in Büdesheim die Liniennummer |
| MKK-33    | Oberissigheim – Niederissigheim – Bruchköbel – Hanau                                                                          | ARGE HRS (Fa. Heuser, Racktours und Stroh Bus-Verkehr) | |

### Linienbündel 5: Vorspessart
Dieses Linienbündel enthält Buslinien, die insbesondere die Orte Rodenbach und Freigericht bedienen, sowie Zubringerlinien zur Kopernikusschule Freigericht. Das gesamte Linienbündel wird von der Stroh Bus-Verkehrs GmbH betrieben.
| Linie  | Verlauf | Betreiber | Hinweis                                            |
| ------ | --- | --------- | -------------------------------------------------- |
| MKK-38 | Rückingen – Niederrodenbach – Oberrodenbach – Somborn Kopernikusschule                                                                                             | Stroh     | Schulverkehr                                       |
| MKK-50 | Gelnhausen – Hailer – Meerholz – Niedermittlau – Bernbach – Altenmittlau – Horbach – Neuses – Somborn Kopernikusschule                                             | Stroh     | ergänzender Schulverkehr zur Linie AB-30           |
| MKK-51 | Neuenhaßlau – Langenselbold – Ravolzhausen – Langendiebach – Rückingen – Niederrodenbach – Wolfgang – Großkrotzenburg Franziskanergymnasium / Hanau Freiheitsplatz | Stroh     | hauptsächlich Schulverkehr                         |
| MKK-52 | Hanau – Wolfgang – Niederrodenbach – Oberrodenbach – Somborn | Stroh     |                                                    |
| MKK-53 | Hanau – Wolfgang – Niederrodenbach – Neuenhaßlau – Gondsroth – Somborn – Bernbach – Altenmittlau – Neuses – Horbach                                                | Stroh     | innerhalb Freigericht verschiedene Linienführungen |
| MKK-55 | Altwiedermus/Ravolzhausen – Langenselbold – Neuenhaßlau – Gondsroth – Somborn Kopernikusschule                                                                     | Stroh     | Schulverkehr                                       |
| MKK-58 | Gelnhausen – Eidengesäß – Geislitz – Großenhausen – Horbach | Stroh     |                                                    |
| MKK-60 | Langenselbold – Neuenhaßlau – Niedermittlau – Meerholz – Hailer – Gelnhausen                                                                                       | Stroh     |                                                    |

### Linienbündel 6: Gelnhausen/Langenselbold
Dieses Linienbündel enthält Buslinien, die die Umgebung von Langenselbold, Gründau, Gelnhausen und Hasselroth bedienen und wird teilweise von Heuser Omnibusunternehmen (bis zum Fahrplanjahr 2020 in einer Arbeitsgemeinschaft zusammen mit DeinBus.de und Verkehrsbetriebe Nagoldtal) sowie dem Regionalverkehrsdienst Gründau gefahren.
| Linie  | Verlauf | Betreiber                                      | Hinweis                                                      |
| ------ | --- | ---------------------------------------------- | ------------------------------------------------------------ |
| MKK-54 | Hanau – Rückingen – Langenselbold Ostring – Bahnhof                                                                                           | Heuser Omnibusunternehmen                      |                                                              |
| MKK-56 | Langenselbold (Eckenbachhof) – Hüttengesäß – Neuwiedermuß – Altwiedermus – Neuwiedermuß – Hüttengesäß – Langenselbold Westring – Bahnhof      | Heuser Omnibusunternehmen                      |                                                              |
| MKK-57 | Langen-Bergheim – Marköbel – Rüdigheim – Ravolzhausen – Langenselbold Westring – Bahnhof                                                      | Heuser Omnibusunternehmen                      |                                                              |
| MKK-66 | (Gettenbach) – Breitenborn (Amt Wächtersbach) – Hain-Gründau – Mittel-Gründau – Niedergründau – Rothenbergen – Lieblos – Roth – Gelnhausen    | Regionalverkehrsdienst Gründau E. Laubach e.K. | Bedienung von Gettenbach nur im Schulverkehr oder bei Bedarf |
| MKK-67 | Breitenborn (Amt Wächtersbach) – Hain-Gründau – Mittel-Gründau -Niedergründau – Rothenbergen – Niedermittlau – Meerholz – Hailer – Gelnhausen | Regionalverkehrsdienst Gründau E. Laubach e.K. |                                                              |
| MKK-68 | Gelnhausen – Roth – Lieblos – Rothenbergen – Niedergründau – Langenselbold Markt am Ring – Westring – Langenselbold Bf                        | Regionalverkehrsdienst Gründau E. Laubach e.K. |                                                              |

### Linienbündel 8: Südvogelsberg
Dieses Linienbündel enthält Buslinien, die Birstein und Wächtersbach bedienen. Das gesamte Linienbündel wird von der Regionalverkehr Main-Kinzig betrieben.
| Linie   | Verlauf                                                   | Betreiber |
| ------- | --------------------------------------------------------- | --------- |
| MKK-71  | Birstein – Brachttal – Wächtersbach                       | RVMK      |
| MKK-72  | Birstein – Brachttal – Wächtersbach (Schnellbus)          | RVMK      |
| MKK-73  | Neuenschmidten – Spielberger Platte – Wächtersbach        | RVMK      |
| MKK-74  | Ringverkehr Birstein West (Schulbus)                      | RVMK      |
| MKK-74A | Ringverkehr Birstein West (Anruf-Sammel-Taxi)             | RVMK      |
| MKK-75  | Ringverkehr Birstein Nord (Schulbus)                      | RVMK      |
| MKK-75A | Ringverkehr Birstein Nord (Anruf-Sammel-Taxi)             | RVMK      |
| MKK-76  | Birstein – Wächtersbach – Bad-Soden-Salmünster (Schulbus) | RVMK      |
| MKK-76A | Birstein – Bad-Soden-Salmünster (Anruf-Sammel-Taxi)       | RVMK      |

### Linienbündel 9: Nordspessart/Bad Orb
Dieses Linienbündel enthält Buslinien die Biebergemünd, Flörsbachtal, Bad Orb sowie den Stadtverkehr in Gelnhausen bedienen.
| Linie  | Verlauf | Betreiber |
| ------ | --- | --------- |
| MKK-61 | Höchst – Gelnhausen – Hailer – Meerholz                                                                                               | RVMK      |
| MKK-62 | Roth – Gelnhausen – Altenhaßlau – Hailer – Meerholz                                                                                   | RVMK      |
| MKK-63 | Gelnhausen – Altenhaßlau – Eidengesäß – Geislitz – Großenhausen – Lützelhausen                                                        | RVMK      |
| MKK-64 | Gelnhausen – Höchst – Wirtheim – Kassel – Lanzingen – Roßbach – Bieber (– Flörsbach – Kempfenbrunn – Lohrhaupten)                     | RVMK      |
| MKK-65 | Salmünster Henry-Harnischfeger-Schule – Aufenau – Wächtersbach – Wirtheim – Kassel – Lanzingen – Roßbach – Bieber                     | RVMK      |
| MKK-69 | Bieber – Roßbach – Lanzingen – Kassel – Wirtheim                                                                                      | RVMK      |
| MKK-80 | Bieber – Flörsheim – Kempfenbrunn – Lohrhaupten – Pfaffenhausen – Oberndorf – Burgjoß – Bad Orb – Aufenau – Wächtersbach Gesamtschule | RVMK      |
| MKK-81 | Bad Orb – Aufenau – Wächtersbach | RVMK      |
| MKK-82 | Wächtersbach – Aufenau – Bad Orb – Burgjoß – Oberndorf – Pfaffenhausen – Lettgenbrunn – Bad Orb – Aufenau – Wächtersbach              | RVMK      |
| MKK-83 | Wächtersbach – Aufenau – Bad Orb – Lettgenbrunn – Pfaffenhausen – Oberndorf – Burgjoß – Bad Orb – Aufenau – Wächtersbach              | RVMK      |
| MKK-84 | Bad Orb (Stadtbus) | Karl Noll |
| MKK-85 | Bad Orb (Stadtbus) | Karl Noll |

### Linienbündel 10: Bergwinkel
Dieses Linienbündel enthält Buslinien, die im sogenannten Bergwinkel um Schlüchtern verkehren. Das gesamte Linienbündel wird von der Verkehrsgesellschaft Region Fulda betrieben.
| Linie  | Verlauf                                                                   | Betreiber | Hinweis           |
| ------ | ------------------------------------------------------------------------- | --------- | ----------------- |
| MKK-90 | Salmünster – Steinau – Schlüchtern                                        | VGF       |                   |
| MKK-91 | Schlüchtern – Herolz – Vollmerz – Sterbfritz                              | VGF       |                   |
| MKK-92 | Rundverkehr Schlüchtern – Elm – Vollmerz – Gundhelm – Hutten und zurück   | VGF       |                   |
| MKK-93 | Rundverkehr Schlüchtern – Elm – Hutten – Gundhelm – Vollmerz und zurück   | VGF       |                   |
| MKK-94 | Salmünster – Marjoß – Jossa – Altengronau                                 | VGF       |                   |
| MKK-95 | Schlüchtern – Freiensteinau – Salmünster                                  | VGF       |                   |
| MKK-96 | Sterbfritz – Oberzell – Züntersbach – Schwarzenfels                       | VGF       |                   |
| MKK-97 | vereinzelte Zubringerfahrten zu den Schulen in Sterbfritz und Altengronau | VGF       |                   |
| MKK-98 | Schlüchtern – Klosterhöfe – Wallroth – Hintersteinau – Reinhards          | VGF       |                   |
| MKK-99 | vereinzelte Zubringerfahrten zu den Schulen in Steinau                    | VGF       | nur an Schultagen |

## Regionalbuslinien des RMV
Die folgenden Regionalbuslinien des RMV verkehren im Kreisgebiet:
| Linie | Verlauf                                                                           | Betreiber                           | Hinweis |
| ----- | --------------------------------------------------------------------------------- | ----------------------------------- | --- |
| 42S   | Eichen – Erbstadt – Kaichen – Nidderau – Bruchköbel – Hanau                       | DB Regio Bus Mitte                  | Schulverkehr der Linie 562 |
| 44S   | Erlensee – Hanau                                                                  | DB Regio Bus Mitte                  | Schulverkehr der Linie X93 |
| 46S   | Hanau-Steinheim – Großauheim – Großkrotzenburg                                    | DB Regio Bus Mitte                  | Schulverkehr der Linie 566 |
| 374   | (Nidda) – Stockheim – Büdingen – Rothenbergen – Gelnhausen                        | Reiseservice Frieda Gass            | Ergänzungsverkehr für Linien RB46, MKK-66/MKK-68 |
| 562   | Heldenbergen – Windecken – Ostheim – Roßdorf – Bruchköbel – Hanau                 | DB Regio Bus Mitte                  | |
| 563   | Altenstadt – Limeshain – Hammersbach – Butterstadt – Roßdorf – Bruchköbel – Hanau | DB Regio Bus Mitte                  | |
| 566   | Hanau – Großauheim – Großkrotzenburg (- Kahl am Main)                             | DB Regio Bus Mitte                  | |
| X27   | Königstein – Oberursel – Bad Homburg – Karben – Nidderau-Heldenbergen             | DB Regio Bus Mitte                  | |
| X57   | Frankfurt U-Bahnhof Enkheim – Dörnigheim –Hanau Freiheitsplatz Hanau Hauptbahnhof | Stroh Bus-Verkehrs GmbH – Racktours | |
| X64   | Heusenstamm Bahnhof-Obertshausen – Hanau                                          | Stroh Bus-Verkehrs GmbH             | |
| X93   | Hanau Hbf. – Erlensee – Neuberg Ravolzhausen (-Gewerbepark)                       | Stroh Bus-Verkehrs GmbH – Racktours | wechselnder Ringverkehr innerhalb Erlensee/Neuberg Seit Fahrplanwechsel 21/22 aufgegeben Gewerbepark wird nur an Abend angefahren und startet abends dort |
| X94   | Hanau Hauptbahnhof – Erlensee – Gewerbepark – Ravolzhausen Neuberg Rüdigheim      | Stroh Bus-Verkehrs GmbH – Racktours | |
| X95   | Büdingen Bahnhof – Frankfurt Enkheim                                              | Stroh Bus-Verkehrs GmbH             | |

## Sonstige Linien im Kreisgebiet
| Linie | Verlauf                                                                                     | Betreiber                      | Auftraggeber                        | Bemerkung                                                                               |
| ----- | ------------------------------------------------------------------------------------------- | ------------------------------ | ----------------------------------- | --------------------------------------------------------------------------------------- |
| 567   | Klein-Krotzenburg – Hainburg-Hainstadt – Klein-Auheim – Hanau                               | Alpina Rhein-Main (Transdev)   | Kreisverkehrsgesellschaft Offenbach | Ist bereits unbenannt zur OF87 und soll später mal nach Selingenstadt verlängert werden |
| 8055  | Jossa – Aura im Sinn – Burgsinn – Gemünden                                                  | Omnibusverkehr Franken         | MSP-Nahverkehr/VVM                  |                                                                                         |
| 8056  | Jossa – Altengronau – Bad Brückenau                                                         | KOB                            | Landkreis Bad Kissingen             |                                                                                         |
| AB-30 | Schöllkrippen – Westerngrund – Altenhaßlau – Gelnhausen – Lützelhausen – Bernbach – Somborn | Kahlgrund-Verkehrsgesellschaft | VAB / KVG Main-Kinzig               | Mitfinanzierung des Angebotes durch den Main-Kinzig-Kreis                               |
| AB-31 | (Somborn – Neuses) – Alzenau – Dettingen – (Aschaffenburg Hbf)                              | Kahlgrund-Verkehrsgesellschaft | VAB / KVG Main-Kinzig               | Mitfinanzierung des Angebotes durch den Main-Kinzig-Kreis                               |
| FB-24 | Büdingen – Kefenrod – Böß-Gesäß – Gedern                                                    | ARGE Stroh-Balser              | Verkehrsgesellschaft Oberhessen     |                                                                                         |
| FB-43 | (Hammersbach -) Limesbach – Lindheim – Büdingen                                             | DB Regio Bus Mitte             | Verkehrsgesellschaft Oberhessen     | im MKK nur an Schultagen                                                                |
| FB-44 | (Ronneburg -) Diebach am Haag – Büdingen                                                    | DB Regio Bus Mitte             | Verkehrsgesellschaft Oberhessen     | im MKK nur an Schultagen                                                                |
| FB-70 | Nidderau-Erbstadt – Wöllstadt – Friedberg – Bad Nauheim                                     | ARGE Stroh-Eberwein            | Verkehrsgesellschaft Oberhessen     |                                                                                         |
| VB-95 | Bad Orb – Wächtersbach – Brachttal – Grebenstein – Hoherodskopf                             | Phlippi                        | Verkehrsgesellschaft Oberhessen     | von 01.05-31.10 Samstags, Sonn- und Feiertags, mit Fahrradanhänger                      |

## Bürgerbus
In Erlensee gibt es zwei Bürgerbuslinien für die beiden Stadtteile Langendiebach (MKK-39) und Rückingen (MKK-37), die am Rathaus miteinander verknüpft sind. Im Bürgerbus gilt ein gesonderter Tarif, RMV-Zeitkarten werden aber ebenfalls anerkannt.
Auch in Biebergemünd gibt es eine Bürgerbuslinie (MKK-69), die zwischen den Ortsteilen Lanzingen, Roßbach, Bieber und Kassel verkehrt. Hier gilt jedoch kein besonderer Tarif, sondern der allgemeine RMV-Tarif.